# Campeonato Mundial de Voleibol Masculino de 2018
O Campeonato Mundial de Voleibol Masculino de 2018 foi a 19ª edição da principal competição organizada pela Federação Internacional de Voleibol (FIVB) no período de 9 a 30 de setembro. Pela primeira vez na história foi sediada por dois países, Itália e Bulgária, em um total de nove cidades.
Pela segunda edição consecutiva o título foi decidido por Polônia e Brasil, este que chegou a sua quinta final seguida, com nova vitória dos poloneses dessa vez por 3 sets a 0. Foi o terceiro título mundial da Polônia, somando as conquistas de 1974 e 2014.
O oposto polonês Bartosz Kurek – maior pontuador da partida final com 24 pontos e do torneio com 171 pontos – foi eleito o melhor jogador da competição.

## Locais
| Assago                                                                                           | Bari              | Bolonha            | Florença                      | Roma                                                                        | Turim                                                                       |
| ------------------------------------------------------------------------------------------------ | ----------------- | ------------------ | ----------------------------- | --------------------------------------------------------------------------- | --------------------------------------------------------------------------- |
|                                                                                                  |                   |                    |                               |                                                                             |                                                                             |
| Mediolanum Forum                                                                                 | PalaFlorio        | PalaDozza          | Nelson Mandela Forum          | Foro Italico                                                                | Pala Alpitour                                                               |
| Capacidade: 12 657                                                                               | Capacidade: 6 000 | Capacidade: 5 570  | Capacidade: 7 500             | Capacidade: 11 000                                                          | Capacidade: 15 807                                                          |
| Florença Turim Bolonha Assago Bari RomaCampeonato Mundial de Voleibol Masculino de 2018 (Itália) | Ruse              | Sófia              | Varna                         | Ruse Sófia VarnaCampeonato Mundial de Voleibol Masculino de 2018 (Bulgária) | Ruse Sófia VarnaCampeonato Mundial de Voleibol Masculino de 2018 (Bulgária) |
| Florença Turim Bolonha Assago Bari RomaCampeonato Mundial de Voleibol Masculino de 2018 (Itália) |                   |                    |                               | Ruse Sófia VarnaCampeonato Mundial de Voleibol Masculino de 2018 (Bulgária) | Ruse Sófia VarnaCampeonato Mundial de Voleibol Masculino de 2018 (Bulgária) |
| Florença Turim Bolonha Assago Bari RomaCampeonato Mundial de Voleibol Masculino de 2018 (Itália) | Arena Ruse        | Arena Armeec       | Palácio de Cultura e Esportes | Ruse Sófia VarnaCampeonato Mundial de Voleibol Masculino de 2018 (Bulgária) | Ruse Sófia VarnaCampeonato Mundial de Voleibol Masculino de 2018 (Bulgária) |
| Florença Turim Bolonha Assago Bari RomaCampeonato Mundial de Voleibol Masculino de 2018 (Itália) | Capacidade: 5 100 | Capacidade: 12 500 | Capacidade: 6 000             | Ruse Sófia VarnaCampeonato Mundial de Voleibol Masculino de 2018 (Bulgária) | Ruse Sófia VarnaCampeonato Mundial de Voleibol Masculino de 2018 (Bulgária) |

## Qualificatórias

### Equipes participantes
| Confederação                                   | Seleção              | Classificada como          | Data em que a classificação foi assegurada | Aparições | Aparições consecutivas | Última aparição | Melhor resultado anterior                     |
| ---------------------------------------------- | -------------------- | -------------------------- | ------------------------------------------ | --------- | ---------------------- | --------------- | --------------------------------------------- |
| CEV (7 vagas + 2 países-sede + último campeão) | Itália               | País-sede                  | 9 de dezembro de 2015                      | 17        | 15                     | 2014            | Campeão (1990, 1994 e 1998)                   |
| CEV (7 vagas + 2 países-sede + último campeão) | Bulgária             | País-sede                  | 9 de dezembro de 2015                      | 18        | 15                     | 2014            | Vice-campeão (1970)                           |
| CEV (7 vagas + 2 países-sede + último campeão) | Polônia              | Atual campeão              | 21 de setembro de 2014                     | 17        | 6                      | 2014            | Campeão (1974 e 2014)                         |
| CEV (7 vagas + 2 países-sede + último campeão) | França               | 1º lugar do grupo A2       | 28 de maio de 2017                         | 16        | 6                      | 2014            | 3º lugar (2002)                               |
| CEV (7 vagas + 2 países-sede + último campeão) | Países Baixos        | 1º lugar do grupo B2       | 28 de maio de 2017                         | 12        | 1                      | 2002            | Vice-campeão (1994)                           |
| CEV (7 vagas + 2 países-sede + último campeão) | Eslovênia            | 1º lugar do grupo C2       | 28 de maio de 2017                         | 1         | 1                      | Estreante       | Estreante                                     |
| CEV (7 vagas + 2 países-sede + último campeão) | Rússia               | 1º lugar do grupo D2       | 28 de maio de 2017                         | 19        | 19                     | 2014            | Campeão (1949, 1952, 1960, 1962, 1978 e 1982) |
| CEV (7 vagas + 2 países-sede + último campeão) | Sérvia               | 1º lugar do grupo E2       | 27 de maio de 2017                         | 10        | 6                      | 2014            | Vice-campeão (1998)                           |
| CEV (7 vagas + 2 países-sede + último campeão) | Finlândia            | 1º lugar do grupo F2       | 28 de maio de 2017                         | 8         | 2                      | 2014            | 9º lugar (2014)                               |
| CEV (7 vagas + 2 países-sede + último campeão) | Bélgica              | 1º lugar do grupo G3       | 23 de julho de 2017                        | 9         | 2                      | 2014            | 8º lugar (1970)                               |
| CSV (2 vagas)                                  | Brasil               | Campeão sul-americano      | 11 de agosto de 2017                       | 17        | 17                     | 2014            | Campeão (2002, 2006 e 2010)                   |
| CSV (2 vagas)                                  | Argentina            | Vencedor do qualificatório | 2 de setembro de 2017                      | 12        | 11                     | 2014            | 3º lugar (1982)                               |
| NORCECA (5 vagas)                              | Estados Unidos       | Campeão da NORCECA         | 30 de setembro de 2017                     | 16        | 14                     | 2014            | Campeão (1986)                                |
| NORCECA (5 vagas)                              | República Dominicana | Vice-campeão da NORCECA    | 30 de setembro de 2017                     | 2         | 1                      | 1974            | 22º lugar (1974)                              |
| NORCECA (5 vagas)                              | Canadá               | 3º lugar da NORCECA        | 1 de outubro de 2017                       | 11        | 8                      | 2014            | 7º lugar (2014)                               |
| NORCECA (5 vagas)                              | Porto Rico           | Vencedor do final four     | 12 de novembro de 2017                     | 5         | 4                      | 2014            | 12º lugar (2006)                              |
| NORCECA (5 vagas)                              | Cuba                 | 2º lugar do final four     | 12 de novembro de 2017                     | 15        | 14                     | 2014            | Vice-campeão (1990 e 2010)                    |
| CAVB (3 vagas)                                 | Tunísia              | Campeão africano           | 27 de outubro de 2017                      | 10        | 5                      | 2014            | 15º lugar (2006)                              |
| CAVB (3 vagas)                                 | Egito                | Vice-campeão africano      | 27 de outubro de 2017                      | 9         | 6                      | 2014            | 13º lugar (2010)                              |
| CAVB (3 vagas)                                 | Camarões             | 3º lugar do africano       | 29 de outubro de 2017                      | 4         | 3                      | 2014            | 13º lugar (2010)                              |
| AVC (4 vagas)                                  | Japão                | Vencedor do grupo B        | 15 de julho de 2017                        | 15        | 1                      | 2010            | 3º lugar (1970 e 1974)                        |
| AVC (4 vagas)                                  | Austrália            | 2º lugar do grupo B        | 16 de julho de 2017                        | 7         | 6                      | 2014            | 15º lugar (2014)                              |
| AVC (4 vagas)                                  | Irã                  | Vencedor do grupo A        | 13 de agosto de 2017                       | 6         | 4                      | 2014            | 6º lugar (2014)                               |
| AVC (4 vagas)                                  | China                | 2º lugar do grupo A        | 13 de agosto de 2017                       | 14        | 7                      | 2014            | 7º lugar (1978 e 1982)                        |

## Regulamento

### Composição dos grupos
Os times que compuseram as três primeiras posições de cada grupo foram distribuídos de acordo com o ranking da FIVB de 7 de julho de 2017, exceto pelo grupo A e grupo D, no qual a primeira posição foi ocupada pela seleção Italiana e seleção Búlgara, anfitriãs,  independentemente do ranking. Assim foram distribuídas as doze primeiras equipes (entre parênteses está a posição de cada equipe no ranking):
Ao final do sorteio foram definidos os seguintes grupos:
| Linha | Grupo A                   | Grupo B            | Grupo C            | Grupo D              |
| ----- | ------------------------- | ------------------ | ------------------ | -------------------- |
| 1     | Itália (país-sede, 3)     | Brasil (1)         | Estados Unidos (2) | Bulgária (país-sede) |
| 2     | Argentina (7)             | Canadá (6)         | Rússia (4)         | Polônia (3)          |
| 3     | Japão (12)                | França (9)         | Sérvia (11)        | Irã (8)              |
| 4     | Bélgica (15)              | Egito (13)         | Austrália (16)     | Cuba (16)            |
| 5     | Eslovênia (23)            | China (20)         | Tunísia (24)       | Finlândia (18)       |
| 6     | República Dominicana (38) | Países Baixos (25) | Camarões (30)      | Porto Rico (29)      |

### Fórmula de disputa
Na primeira fase, as equipes jogaram umas contra as outras dentro de seu grupo em turno único. As quatro primeiras colocadas de cada grupo avançaram à fase seguinte.
Na segunda fase, as equipes classificadas foram divididas novamente em quatro grupos de quatro times cada. Os campeões de cada grupo se classificaram para a terceira fase, assim como os dois melhores segundos colocados, levando em consideração a pontuação das duas primeiras fases.
Na última fase de grupos, as equipes foram distribuídas em duas chaves com três times cada, a ser sorteada, sendo que os primeiros colocados dos grupos da fase anterior foram os cabeças de chave. As equipes se enfrentaram dentro de suas chaves em turno único e as duas primeiras colocadas de cada grupo se classificaram às semifinais. Nas três fases de grupos, um placar de 3–0 ou 3–1 assegura três pontos na classificação para a equipe vencedora e nenhum para a perdedora. No caso de um placar de 3–2, o time vencedor soma dois pontos e o derrotado, um.
As equipes semifinalistas se enfrentaram em cruzamento olímpico; as vencedoras das semifinais disputaram o título mundial e as derrotadas, a medalha de bronze.

## Primeira fase
- Os horários dos grupos A e C são do horário de verão da Europa Central (UTC+2).
- Os horários dos grupos B e D são do horário de Verão da Europa Oriental (UTC+3).

|  | Classificados à segunda fase |

### Grupo A
- Local: Foro Italico, Roma (9 de setembro) e Nelson Mandela Forum, Florença (12–18 de setembro)

|     |                      |     | Jogos | Jogos | Jogos | Resultados | Resultados | Resultados | Resultados | Resultados | Resultados | Sets | Sets | Sets  | Pontos | Pontos | Pontos |
| Pos | Equipe               | Pts | T     | V     | D     | 3–0        | 3–1        | 3–2        | 2–3        | 1–3        | 0–3        | V    | P    | R     | V      | P      | R      |
| --- | -------------------- | --- | ----- | ----- | ----- | ---------- | ---------- | ---------- | ---------- | ---------- | ---------- | ---- | ---- | ----- | ------ | ------ | ------ |
| 1   | Itália               | 15  | 5     | 5     | 0     | 3          | 2          | 0          | 0          | 0          | 0          | 15   | 2    | 7.500 | 423    | 326    | 1.298  |
| 2   | Bélgica              | 10  | 5     | 3     | 2     | 1          | 2          | 0          | 1          | 0          | 1          | 11   | 8    | 1.375 | 419    | 394    | 1.063  |
| 3   | Eslovênia            | 9   | 5     | 3     | 2     | 0          | 2          | 1          | 1          | 1          | 0          | 12   | 10   | 1.200 | 479    | 463    | 1.035  |
| 4   | Argentina            | 6   | 5     | 2     | 3     | 1          | 0          | 1          | 1          | 2          | 0          | 10   | 11   | 0.909 | 475    | 469    | 1.013  |
| 5   | Japão                | 5   | 5     | 2     | 3     | 1          | 0          | 1          | 0          | 2          | 1          | 8    | 11   | 0.727 | 414    | 427    | 0.970  |
| 6   | República Dominicana | 0   | 5     | 0     | 5     | 0          | 0          | 0          | 0          | 1          | 4          | 1    | 15   | 0.067 | 267    | 398    | 0.671  |

| Data   | Hora  |                      | Placar |                      | Set 1 | Set 2 | Set 3 | Set 4 | Set 5 | Total   | Relatório |
| ------ | ----- | -------------------- | ------ | -------------------- | ----- | ----- | ----- | ----- | ----- | ------- | --------- |
| 9 set  | 19:30 | Itália               | 3–0    | Japão                | 25–22 | 25–21 | 25–23 |       |       | 75–66   | Relatório |
| 12 set | 17:00 | República Dominicana | 1–3    | Eslovênia            | 25–22 | 13–25 | 13–25 | 17–25 |       | 68–97   | Relatório |
| 12 set | 20:30 | Bélgica              | 3–1    | Argentina            | 25–19 | 25–19 | 22–25 | 25–19 |       | 97–82   | Relatório |
| 13 set | 17:00 | República Dominicana | 0–3    | Japão                | 20–25 | 16–25 | 16–25 |       |       | 52–75   | Relatório |
| 13 set | 21:15 | Itália               | 3–0    | Bélgica              | 25–20 | 25–17 | 25–16 |       |       | 75–53   | Relatório |
| 14 set | 17:00 | Japão                | 1–3    | Eslovênia            | 20–25 | 25–22 | 20–25 | 13–25 |       | 78–97   | Relatório |
| 14 set | 20:30 | Argentina            | 3–0    | República Dominicana | 26–24 | 25–15 | 25–15 |       |       | 76–54   | Relatório |
| 15 set | 17:00 | Bélgica              | 2–3    | Eslovênia            | 25–22 | 25–21 | 19–25 | 23–25 | 13–15 | 105–108 | Relatório |
| 15 set | 21:15 | Itália               | 3–1    | Argentina            | 22–25 | 25–15 | 25–23 | 28–26 |       | 100–89  | Relatório |
| 16 set | 17:00 | Japão                | 1–3    | Bélgica              | 25–14 | 23–25 | 14–25 | 19–25 |       | 81–89   | Relatório |
| 16 set | 21:15 | República Dominicana | 0–3    | Itália               | 12–25 | 18–25 | 15–25 |       |       | 45–75   | Relatório |
| 17 set | 17:00 | Bélgica              | 3–0    | República Dominicana | 25–18 | 25–13 | 25–17 |       |       | 75–48   | Relatório |
| 17 set | 20:30 | Argentina            | 3–2    | Eslovênia            | 25–18 | 22–25 | 27–29 | 25–17 | 15–13 | 114–102 | Relatório |
| 18 set | 17:00 | Japão                | 3–2    | Argentina            | 26–24 | 20–25 | 30–32 | 25–20 | 15–13 | 116–114 | Relatório |
| 18 set | 21:15 | Itália               | 3–1    | Eslovênia            | 23–25 | 25–19 | 25–13 | 25–18 |       | 98–75   | Relatório |

### Grupo B
- Local: Arena Ruse, Ruse

|     |               |     | Jogos | Jogos | Jogos | Resultados | Resultados | Resultados | Resultados | Resultados | Resultados | Sets | Sets | Sets  | Pontos | Pontos | Pontos |
| Pos | Equipe        | Pts | T     | V     | D     | 3–0        | 3–1        | 3–2        | 2–3        | 1–3        | 0–3        | V    | P    | R     | V      | P      | R      |
| --- | ------------- | --- | ----- | ----- | ----- | ---------- | ---------- | ---------- | ---------- | ---------- | ---------- | ---- | ---- | ----- | ------ | ------ | ------ |
| 1   | Brasil        | 11  | 5     | 4     | 1     | 2          | 1          | 1          | 0          | 1          | 0          | 13   | 6    | 2.167 | 439    | 405    | 1.084  |
| 2   | Países Baixos | 11  | 5     | 4     | 1     | 0          | 3          | 1          | 0          | 0          | 1          | 12   | 8    | 1.500 | 455    | 420    | 1.083  |
| 3   | França        | 11  | 5     | 3     | 2     | 2          | 1          | 0          | 2          | 0          | 0          | 13   | 7    | 1.857 | 456    | 420    | 1.086  |
| 4   | Canadá        | 9   | 5     | 3     | 2     | 2          | 1          | 0          | 0          | 2          | 0          | 11   | 7    | 1.571 | 426    | 408    | 1.044  |
| 5   | Egito         | 3   | 5     | 1     | 4     | 0          | 1          | 0          | 0          | 1          | 3          | 4    | 13   | 0.308 | 368    | 426    | 0.864  |
| 6   | China         | 0   | 5     | 0     | 5     | 0          | 0          | 0          | 0          | 3          | 2          | 3    | 15   | 0.200 | 375    | 440    | 0.852  |

| Data   | Hora  |               | Placar |               | Set 1 | Set 2 | Set 3 | Set 4 | Set 5 | Total   | Relatório |
| ------ | ----- | ------------- | ------ | ------------- | ----- | ----- | ----- | ----- | ----- | ------- | --------- |
| 12 set | 14:00 | França        | 3–0    | China         | 25–20 | 25–21 | 25–17 |       |       | 75–58   | Relatório |
| 12 set | 17:00 | Países Baixos | 0–3    | Canadá        | 15–25 | 23–25 | 18–25 |       |       | 56–75   | Relatório |
| 12 set | 20:30 | Brasil        | 3–0    | Egito         | 25–17 | 25–22 | 25–20 |       |       | 75–59   | Relatório |
| 13 set | 17:00 | Egito         | 0–3    | Canadá        | 25–27 | 28–30 | 19–25 |       |       | 72–82   | Relatório |
| 13 set | 20:30 | Brasil        | 3–2    | França        | 25–20 | 25–20 | 21–25 | 23–25 | 15–12 | 109–102 | Relatório |
| 14 set | 17:00 | China         | 1–3    | Países Baixos | 21–25 | 13–25 | 25–23 | 13–25 |       | 72–98   | Relatório |
| 14 set | 20:30 | França        | 3–0    | Egito         | 25–22 | 25–23 | 25–16 |       |       | 75–61   | Relatório |
| 15 set | 17:00 | Canadá        | 3–1    | China         | 25–22 | 25–19 | 21–25 | 25–23 |       | 96–89   | Relatório |
| 15 set | 20:30 | Países Baixos | 3–1    | Brasil        | 21–25 | 25–20 | 25–20 | 25–21 |       | 96–86   | Relatório |
| 16 set | 17:00 | China         | 1–3    | Egito         | 26–28 | 24–26 | 25–17 | 21–25 |       | 96–96   | Relatório |
| 16 set | 20:30 | Países Baixos | 3–2    | França        | 23–25 | 19–25 | 25–21 | 25–23 | 15–13 | 107–107 | Relatório |
| 17 set | 17:00 | Egito         | 1–3    | Países Baixos | 18–25 | 21–25 | 25–23 | 16–25 |       | 80–98   | Relatório |
| 17 set | 20:30 | Brasil        | 3–1    | Canadá        | 25–22 | 19–25 | 25–23 | 25–18 |       | 94–88   | Relatório |
| 18 set | 17:00 | China         | 0–3    | Brasil        | 21–25 | 22–25 | 17–25 |       |       | 60–75   | Relatório |
| 18 set | 20:30 | Canadá        | 1–3    | França        | 22–25 | 21–25 | 25–22 | 17–25 |       | 85–97   | Relatório |

### Grupo C
- Local: PalaFlorio, Bari

|     |                |     | Jogos | Jogos | Jogos | Resultados | Resultados | Resultados | Resultados | Resultados | Resultados | Sets | Sets | Sets  | Pontos | Pontos | Pontos |
| Pos | Equipe         | Pts | T     | V     | D     | 3–0        | 3–1        | 3–2        | 2–3        | 1–3        | 0–3        | V    | P    | R     | V      | P      | R      |
| --- | -------------- | --- | ----- | ----- | ----- | ---------- | ---------- | ---------- | ---------- | ---------- | ---------- | ---- | ---- | ----- | ------ | ------ | ------ |
| 1   | Estados Unidos | 13  | 5     | 5     | 0     | 2          | 1          | 2          | 0          | 0          | 0          | 15   | 5    | 3,000 | 456    | 383    | 1.191  |
| 2   | Sérvia         | 12  | 5     | 4     | 1     | 1          | 2          | 1          | 1          | 0          | 0          | 14   | 7    | 2,000 | 476    | 430    | 1.107  |
| 3   | Rússia         | 10  | 5     | 3     | 2     | 3          | 0          | 0          | 1          | 1          | 0          | 12   | 6    | 2,000 | 422    | 366    | 1.153  |
| 4   | Austrália      | 7   | 5     | 2     | 3     | 0          | 2          | 0          | 1          | 1          | 1          | 9    | 11   | 0.818 | 428    | 442    | 0.968  |
| 5   | Camarões       | 3   | 5     | 1     | 4     | 1          | 0          | 0          | 0          | 1          | 3          | 4    | 12   | 0.333 | 334    | 398    | 0.839  |
| 6   | Tunísia        | 0   | 5     | 0     | 5     | 0          | 0          | 0          | 0          | 2          | 3          | 2    | 15   | 0.133 | 317    | 414    | 0.766  |

| Data   | Hora  |                | Placar |                | Set 1 | Set 2 | Set 3 | Set 4 | Set 5 | Total   | Relatório |
| ------ | ----- | -------------- | ------ | -------------- | ----- | ----- | ----- | ----- | ----- | ------- | --------- |
| 12 set | 14:00 | Camarões       | 3–0    | Tunísia        | 25–20 | 28–26 | 25–21 |       |       | 78–67   | Relatório |
| 12 set | 17:00 | Austrália      | 0–3    | Rússia         | 21–25 | 20–25 | 16–25 |       |       | 57–75   | Relatório |
| 12 set | 20:30 | Estados Unidos | 3–2    | Sérvia         | 15–25 | 25–14 | 21–25 | 25–20 | 15–10 | 101–94  | Relatório |
| 13 set | 17:00 | Austrália      | 2–3    | Estados Unidos | 23–25 | 20–25 | 25–22 | 25–23 | 10–15 | 103–110 | Relatório |
| 13 set | 20:30 | Camarões       | 0–3    | Sérvia         | 28–30 | 16–25 | 17–25 |       |       | 61–80   | Relatório |
| 14 set | 17:00 | Austrália      | 3–1    | Camarões       | 21–25 | 25–17 | 25–22 | 25–20 |       | 96–84   | Relatório |
| 14 set | 20:30 | Rússia         | 3–0    | Tunísia        | 25–19 | 25–6  | 25–19 |       |       | 75–44   | Relatório |
| 15 set | 17:00 | Sérvia         | 3–1    | Tunísia        | 20–25 | 25–20 | 25–21 | 25–20 |       | 95–86   | Relatório |
| 15 set | 20:30 | Estados Unidos | 3–1    | Rússia         | 25–23 | 20–25 | 25–23 | 25–20 |       | 95–91   | Relatório |
| 16 set | 17:00 | Camarões       | 0–3    | Estados Unidos | 18–25 | 20–25 | 14–25 |       |       | 52–75   | Relatório |
| 16 set | 20:30 | Sérvia         | 3–1    | Austrália      | 25–20 | 21–25 | 25–17 | 25–19 |       | 96–81   | Relatório |
| 17 set | 17:00 | Rússia         | 3–0    | Camarões       | 25–16 | 30–28 | 25–15 |       |       | 80–59   | Relatório |
| 17 set | 20:30 | Austrália      | 3–1    | Tunísia        | 16–25 | 25–17 | 25–19 | 25–16 |       | 91–77   | Relatório |
| 18 set | 17:00 | Estados Unidos | 3–0    | Tunísia        | 25–12 | 25–18 | 25–13 |       |       | 75–43   | Relatório |
| 18 set | 20:30 | Sérvia         | 3–2    | Rússia         | 25–21 | 24–26 | 25–17 | 22–25 | 15–12 | 111–101 | Relatório |

### Grupo D
- Local: Palácio de Cultura e Esportes, Varna

|     |            |     | Jogos | Jogos | Jogos | Resultados | Resultados | Resultados | Resultados | Resultados | Resultados | Sets | Sets | Sets  | Pontos | Pontos | Pontos |
| Pos | Equipe     | Pts | T     | V     | D     | 3–0        | 3–1        | 3–2        | 2–3        | 1–3        | 0–3        | V    | P    | R     | V      | P      | R      |
| --- | ---------- | --- | ----- | ----- | ----- | ---------- | ---------- | ---------- | ---------- | ---------- | ---------- | ---- | ---- | ----- | ------ | ------ | ------ |
| 1   | Polônia    | 15  | 5     | 5     | 0     | 2          | 3          | 0          | 0          | 0          | 0          | 15   | 3    | 5,000 | 445    | 343    | 1.297  |
| 2   | Irã        | 11  | 5     | 4     | 1     | 1          | 2          | 1          | 0          | 0          | 1          | 12   | 7    | 1.714 | 437    | 400    | 1.093  |
| 3   | Bulgária   | 9   | 5     | 3     | 2     | 3          | 0          | 0          | 0          | 2          | 0          | 11   | 6    | 1.833 | 395    | 368    | 1.073  |
| 4   | Finlândia  | 6   | 5     | 2     | 3     | 0          | 1          | 1          | 1          | 1          | 1          | 9    | 12   | 0.750 | 453    | 471    | 0.962  |
| 5   | Cuba       | 3   | 5     | 1     | 4     | 0          | 1          | 0          | 0          | 3          | 1          | 6    | 13   | 0.462 | 392    | 436    | 0.899  |
| 6   | Porto Rico | 1   | 5     | 0     | 5     | 0          | 0          | 0          | 1          | 1          | 3          | 3    | 15   | 0.200 | 331    | 435    | 0.761  |

| Data   | Hora  |            | Placar |            | Set 1 | Set 2 | Set 3 | Set 4 | Set 5 | Total   | Relatório |
| ------ | ----- | ---------- | ------ | ---------- | ----- | ----- | ----- | ----- | ----- | ------- | --------- |
| 9 set  | 20:40 | Bulgária   | 3–0    | Finlândia  | 25–21 | 25–19 | 25–22 |       |       | 75–62   | Relatório |
| 12 set | 17:00 | Irã        | 3–0    | Porto Rico | 25–19 | 25–14 | 25–18 |       |       | 75–51   | Relatório |
| 12 set | 20:30 | Cuba       | 1–3    | Polônia    | 18–25 | 19–25 | 25–21 | 14–25 |       | 76–96   | Relatório |
| 13 set | 17:00 | Porto Rico | 0–3    | Polônia    | 14–25 | 12–25 | 15–25 |       |       | 41–75   | Relatório |
| 13 set | 20:40 | Irã        | 3–1    | Bulgária   | 25–22 | 25–20 | 22–25 | 25–19 |       | 97–86   | Relatório |
| 14 set | 17:00 | Finlândia  | 3–1    | Cuba       | 25–19 | 25–19 | 20–25 | 25–16 |       | 95–79   | Relatório |
| 14 set | 20:40 | Bulgária   | 3–0    | Porto Rico | 25–16 | 25–18 | 25–21 |       |       | 75–55   | Relatório |
| 15 set | 17:00 | Cuba       | 1–3    | Irã        | 25–17 | 18–25 | 22–25 | 19–25 |       | 84–92   | Relatório |
| 15 set | 20:30 | Polônia    | 3–1    | Finlândia  | 25–20 | 26–28 | 25–16 | 25–15 |       | 101–79  | Relatório |
| 16 set | 17:00 | Porto Rico | 2–3    | Finlândia  | 19–25 | 23–25 | 29–27 | 25–21 | 10–15 | 106–113 | Relatório |
| 16 set | 20:40 | Cuba       | 0–3    | Bulgária   | 22–25 | 16–25 | 18–25 |       |       | 56–75   | Relatório |
| 17 set | 17:00 | Cuba       | 3–1    | Porto Rico | 25–15 | 22–25 | 25–21 | 25–17 |       | 97–78   | Relatório |
| 17 set | 20:30 | Irã        | 0–3    | Polônia    | 21–25 | 20–25 | 22–25 |       |       | 63–75   | Relatório |
| 18 set | 17:00 | Finlândia  | 2–3    | Irã        | 19–25 | 25–22 | 25–23 | 23–25 | 12–15 | 104–110 | Relatório |
| 18 set | 20:40 | Bulgária   | 1–3    | Polônia    | 14–25 | 25–23 | 22–25 | 23–25 |       | 84–98   | Relatório |

## Segunda fase
- Os horários dos grupos E e F são do horário de verão da Europa Central (UTC+2).
- Os horários dos grupos G e H são do horário de Verão da Europa Oriental (UTC+3).

|  | Classificados à terceira fase |

### Grupo E
- Local: Mediolanum Forum, Assago

|     |               |     | Jogos | Jogos | Jogos | Resultados | Resultados | Resultados | Resultados | Resultados | Resultados | Sets | Sets | Sets  | Pontos | Pontos | Pontos |
| Pos | Equipe        | Pts | T     | V     | D     | 3–0        | 3–1        | 3–2        | 2–3        | 1–3        | 0–3        | V    | P    | R     | V      | P      | R      |
| --- | ------------- | --- | ----- | ----- | ----- | ---------- | ---------- | ---------- | ---------- | ---------- | ---------- | ---- | ---- | ----- | ------ | ------ | ------ |
| 1   | Itália        | 22  | 8     | 7     | 1     | 4          | 3          | 0          | 1          | 0          | 0          | 23   | 6    | 3.833 | 691    | 568    | 1.217  |
| 2   | Rússia        | 18  | 8     | 6     | 2     | 5          | 0          | 1          | 1          | 1          | 0          | 21   | 8    | 2.625 | 675    | 578    | 1.168  |
| 3   | Países Baixos | 14  | 8     | 5     | 3     | 0          | 4          | 1          | 0          | 1          | 2          | 16   | 15   | 1.067 | 692    | 661    | 1.047  |
| 4   | Finlândia     | 6   | 8     | 2     | 6     | 0          | 1          | 1          | 1          | 2          | 3          | 10   | 21   | 0.476 | 638    | 719    | 0.887  |

| Data   | Hora  |               | Placar |               | Set 1 | Set 2 | Set 3 | Set 4 | Set 5 | Total   | Relatório |
| ------ | ----- | ------------- | ------ | ------------- | ----- | ----- | ----- | ----- | ----- | ------- | --------- |
| 21 set | 17:00 | Países Baixos | 0–3    | Rússia        | 17–25 | 16–25 | 21–25 |       |       | 54–75   | Relatório |
| 21 set | 21:15 | Itália        | 3–0    | Finlândia     | 25–20 | 25–18 | 25–16 |       |       | 75–54   | Relatório |
| 22 set | 17:00 | Países Baixos | 3–1    | Finlândia     | 25–19 | 23–25 | 25–16 | 25–13 |       | 98–73   | Relatório |
| 22 set | 21:15 | Rússia        | 3–2    | Itália        | 19–25 | 25–18 | 25–21 | 19–25 | 15–11 | 103–100 | Relatório |
| 23 set | 17:00 | Rússia        | 3–0    | Finlândia     | 25–17 | 25–19 | 25–22 |       |       | 75–58   | Relatório |
| 23 set | 21:15 | Itália        | 3–1    | Países Baixos | 16–25 | 25–20 | 27–25 | 25–15 |       | 93–85   | Relatório |

### Grupo F
- Local: PalaDozza, Bolonha

|     |           |     | Jogos | Jogos | Jogos | Resultados | Resultados | Resultados | Resultados | Resultados | Resultados | Sets | Sets | Sets  | Pontos | Pontos | Pontos |
| Pos | Equipe    | Pts | T     | V     | D     | 3–0        | 3–1        | 3–2        | 2–3        | 1–3        | 0–3        | V    | P    | R     | V      | P      | R      |
| --- | --------- | --- | ----- | ----- | ----- | ---------- | ---------- | ---------- | ---------- | ---------- | ---------- | ---- | ---- | ----- | ------ | ------ | ------ |
| 1   | Brasil    | 19  | 8     | 7     | 1     | 4          | 1          | 2          | 0          | 1          | 0          | 22   | 8    | 2.750 | 699    | 618    | 1.131  |
| 2   | Bélgica   | 14  | 8     | 4     | 4     | 2          | 2          | 0          | 2          | 0          | 2          | 16   | 14   | 1.143 | 667    | 657    | 1.015  |
| 3   | Eslovênia | 13  | 8     | 4     | 4     | 1          | 2          | 1          | 2          | 1          | 1          | 17   | 16   | 1.063 | 722    | 716    | 1.008  |
| 4   | Austrália | 9   | 8     | 3     | 5     | 0          | 2          | 1          | 1          | 1          | 3          | 12   | 19   | 0.632 | 665    | 701    | 0.949  |

| Data   | Hora  |           | Placar |           | Set 1 | Set 2 | Set 3 | Set 4 | Set 5 | Total   | Relatório |
| ------ | ----- | --------- | ------ | --------- | ----- | ----- | ----- | ----- | ----- | ------- | --------- |
| 21 set | 17:00 | Brasil    | 3–0    | Austrália | 25–21 | 25–22 | 25–15 |       |       | 75–58   | Relatório |
| 21 set | 20:30 | Bélgica   | 0–3    | Eslovênia | 26–28 | 26–28 | 19–25 |       |       | 71–81   | Relatório |
| 22 set | 17:00 | Austrália | 0–3    | Bélgica   | 26–28 | 26–28 | 20–25 |       |       | 72–81   | Relatório |
| 22 set | 20:30 | Eslovênia | 0–3    | Brasil    | 22–25 | 21–25 | 16–25 |       |       | 59–75   | Relatório |
| 23 set | 17:00 | Eslovênia | 2–3    | Austrália | 25–23 | 20–25 | 25–19 | 22–25 | 11–15 | 103–107 | Relatório |
| 23 set | 20:30 | Bélgica   | 2–3    | Brasil    | 25–22 | 25–23 | 19–25 | 15–25 | 12–15 | 96–110  | Relatório |

### Grupo G
- Local: Arena Armeec, Sófia

|     |                |     | Jogos | Jogos | Jogos | Resultados | Resultados | Resultados | Resultados | Resultados | Resultados | Sets | Sets | Sets  | Pontos | Pontos | Pontos |
| Pos | Equipe         | Pts | T     | V     | D     | 3–0        | 3–1        | 3–2        | 2–3        | 1–3        | 0–3        | V    | P    | R     | V      | P      | R      |
| --- | -------------- | --- | ----- | ----- | ----- | ---------- | ---------- | ---------- | ---------- | ---------- | ---------- | ---- | ---- | ----- | ------ | ------ | ------ |
| 1   | Estados Unidos | 22  | 8     | 8     | 0     | 4          | 2          | 2          | 0          | 0          | 0          | 24   | 6    | 4,000 | 704    | 585    | 1.203  |
| 2   | Canadá         | 13  | 8     | 5     | 3     | 2          | 1          | 2          | 0          | 3          | 0          | 18   | 14   | 1.286 | 712    | 694    | 1.026  |
| 3   | Bulgária       | 13  | 8     | 4     | 4     | 4          | 0          | 0          | 1          | 2          | 1          | 16   | 12   | 1.333 | 625    | 617    | 1.013  |
| 4   | Irã            | 12  | 8     | 4     | 4     | 1          | 2          | 1          | 1          | 0          | 3          | 14   | 16   | 0.875 | 674    | 644    | 1.047  |

| Data   | Hora  |                | Placar |                | Set 1 | Set 2 | Set 3 | Set 4 | Set 5 | Total  | Relatório |
| ------ | ----- | -------------- | ------ | -------------- | ----- | ----- | ----- | ----- | ----- | ------ | --------- |
| 21 set | 17:00 | Estados Unidos | 3–1    | Canadá         | 25–17 | 25–14 | 21–25 | 25–17 |       | 96–73  | Relatório |
| 21 set | 20:40 | Bulgária       | 3–0    | Irã            | 25–19 | 28–26 | 26–24 |       |       | 79–69  | Relatório |
| 22 set | 17:00 | Irã            | 2–3    | Canadá         | 20–25 | 25–20 | 15–25 | 25–23 | 12–15 | 97–108 | Relatório |
| 22 set | 20:40 | Bulgária       | 0–3    | Estados Unidos | 20–25 | 20–25 | 18–25 |       |       | 58–75  | Relatório |
| 23 set | 17:00 | Estados Unidos | 3–0    | Irã            | 25–23 | 26–24 | 26–24 |       |       | 77–71  | Relatório |
| 23 set | 20:40 | Bulgária       | 2–3    | Canadá         | 19–25 | 14–25 | 25–21 | 25–19 | 10–15 | 93–105 | Relatório |

### Grupo H
- Local: Palácio de Cultura e Esportes, Varna

|     |           |     | Jogos | Jogos | Jogos | Resultados | Resultados | Resultados | Resultados | Resultados | Resultados | Sets | Sets | Sets  | Pontos | Pontos | Pontos |
| Pos | Equipe    | Pts | T     | V     | D     | 3–0        | 3–1        | 3–2        | 2–3        | 1–3        | 0–3        | V    | P    | R     | V      | P      | R      |
| --- | --------- | --- | ----- | ----- | ----- | ---------- | ---------- | ---------- | ---------- | ---------- | ---------- | ---- | ---- | ----- | ------ | ------ | ------ |
| 1   | Polônia   | 19  | 8     | 6     | 2     | 3          | 3          | 0          | 1          | 1          | 0          | 21   | 9    | 2.333 | 702    | 593    | 1.184  |
| 2   | Sérvia    | 17  | 8     | 6     | 2     | 2          | 2          | 2          | 1          | 0          | 1          | 20   | 12   | 1.667 | 707    | 677    | 1.044  |
| 3   | França    | 18  | 8     | 5     | 3     | 2          | 3          | 0          | 3          | 0          | 0          | 21   | 12   | 1.750 | 765    | 688    | 1.112  |
| 4   | Argentina | 8   | 8     | 3     | 5     | 1          | 0          | 2          | 1          | 3          | 1          | 14   | 19   | 0.737 | 725    | 751    | 0.965  |

Nota: Sérvia ficou na frente da França pelo número de vitórias (6 contra 5).
| Data   | Hora  |         | Placar |           | Set 1 | Set 2 | Set 3 | Set 4 | Set 5 | Total   | Relatório |
| ------ | ----- | ------- | ------ | --------- | ----- | ----- | ----- | ----- | ----- | ------- | --------- |
| 21 set | 17:00 | Sérvia  | 3–2    | França    | 22–25 | 26–24 | 25–20 | 18–25 | 18–16 | 109–110 | Relatório |
| 21 set | 20:40 | Polônia | 2–3    | Argentina | 25–16 | 19–25 | 23–25 | 25–23 | 14–16 | 106–105 | Relatório |
| 22 set | 17:00 | Sérvia  | 3–0    | Argentina | 25–18 | 25–22 | 25–22 |       |       | 75–62   | Relatório |
| 22 set | 20:40 | Polônia | 1–3    | França    | 15–25 | 18–25 | 25–23 | 18–25 |       | 76–98   | Relatório |
| 23 set | 17:00 | França  | 3–1    | Argentina | 25–16 | 25–20 | 26–28 | 25–19 |       | 101–83  | Relatório |
| 23 set | 20:40 | Polônia | 3–0    | Sérvia    | 25–17 | 25–16 | 25–14 |       |       | 75–47   | Relatório |

## Terceira fase
- Todos os jogos são do horário de verão da Europa Central (UTC+2).
- Local: Pala Alpitour, Turim

|  | Classificados à fase final |

### Grupo I
|     |                |     | Jogos | Jogos | Jogos | Resultados | Resultados | Resultados | Resultados | Resultados | Resultados | Sets | Sets | Sets  | Pontos | Pontos | Pontos |
| Pos | Equipe         | Pts | T     | V     | D     | 3–0        | 3–1        | 3–2        | 2–3        | 1–3        | 0–3        | V    | P    | R     | V      | P      | R      |
| --- | -------------- | --- | ----- | ----- | ----- | ---------- | ---------- | ---------- | ---------- | ---------- | ---------- | ---- | ---- | ----- | ------ | ------ | ------ |
| 1   | Brasil         | 5   | 2     | 2     | 0     | 1          | 0          | 1          | 0          | 0          | 0          | 6    | 2    | 3,000 | 181    | 164    | 1.104  |
| 2   | Estados Unidos | 3   | 2     | 1     | 1     | 1          | 0          | 0          | 0          | 0          | 1          | 3    | 3    | 1,000 | 132    | 143    | 0.923  |
| 3   | Rússia         | 1   | 2     | 0     | 2     | 0          | 0          | 0          | 1          | 0          | 1          | 2    | 6    | 0.333 | 175    | 181    | 0.967  |

| Data   | Hora  |                | Placar |                | Set 1 | Set 2 | Set 3 | Set 4 | Set 5 | Total   | Relatório |
| ------ | ----- | -------------- | ------ | -------------- | ----- | ----- | ----- | ----- | ----- | ------- | --------- |
| 26 set | 17:00 | Brasil         | 3–2    | Rússia         | 20–25 | 21–25 | 25–22 | 25–23 | 15–12 | 106–107 | Relatório |
| 27 set | 17:00 | Estados Unidos | 3–0    | Rússia         | 25–22 | 25–23 | 25–23 |       |       | 75–68   | Relatório |
| 28 set | 17:00 | Brasil         | 3–0    | Estados Unidos | 25–20 | 25–18 | 25–19 |       |       | 75–57   | Relatório |

### Grupo J
|     |         |     | Jogos | Jogos | Jogos | Resultados | Resultados | Resultados | Resultados | Resultados | Resultados | Sets | Sets | Sets  | Pontos | Pontos | Pontos |
| Pos | Equipe  | Pts | T     | V     | D     | 3–0        | 3–1        | 3–2        | 2–3        | 1–3        | 0–3        | V    | P    | R     | V      | P      | R      |
| --- | ------- | --- | ----- | ----- | ----- | ---------- | ---------- | ---------- | ---------- | ---------- | ---------- | ---- | ---- | ----- | ------ | ------ | ------ |
| 1   | Polônia | 4   | 2     | 1     | 1     | 1          | 0          | 0          | 1          | 0          | 0          | 5    | 3    | 1.667 | 180    | 171    | 1.053  |
| 2   | Sérvia  | 3   | 2     | 1     | 1     | 1          | 0          | 0          | 0          | 0          | 1          | 3    | 3    | 1,000 | 149    | 134    | 1.112  |
| 3   | Itália  | 2   | 2     | 1     | 1     | 0          | 0          | 1          | 0          | 0          | 1          | 3    | 5    | 0.600 | 150    | 174    | 0.862  |

| Data   | Hora  |         | Placar |         | Set 1 | Set 2 | Set 3 | Set 4 | Set 5 | Total | Relatório |
| ------ | ----- | ------- | ------ | ------- | ----- | ----- | ----- | ----- | ----- | ----- | --------- |
| 26 set | 21:15 | Itália  | 0–3    | Sérvia  | 15–25 | 20–25 | 18–25 |       |       | 53–75 | Relatório |
| 27 set | 20:30 | Polônia | 3–0    | Sérvia  | 28–26 | 28–26 | 25–22 |       |       | 81–74 | Relatório |
| 28 set | 21:15 | Itália  | 3–2    | Polônia | 14–25 | 25–21 | 18–25 | 25–17 | 15–11 | 97–99 | Relatório |

## Fase final
- Todos os jogos são do horário de verão da Europa Central (UTC+2).
- Local: Pala Alpitour, Turim

|  | Semifinais     | Semifinais     |   |                | Final          | Final |  |
|  |                |                |   |                |                |       |  |
|  | 29 de setembro |                |   |                |                |       |  |
|  | Brasil         | 3              |   |                |                |       |  |
|  | Sérvia         | 0              |   |                |                |       |  |
|  |                |                |   |                |                |       |  |
|  |                |                |   |                | 30 de setembro |       |  |
|  |                |                |   |                | Brasil         | 0     |  |
|  |                | Polônia        | 3 |                |                |       |  |
|  |                |                |   |                |                |       |  |
|  |                |                |   |                |                |       |  |
|  |                |                |   |                | Terceiro lugar |       |  |
|  | 29 de setembro | 29 de setembro |   | 30 de setembro | 30 de setembro |       |  |
|  | Polônia        | 3              |   | Sérvia         | 1              |       |  |
|  | Estados Unidos | 2              |   |                | Estados Unidos | 3     |  |

### Semifinais
| Data   | Hora  |         | Placar |                | Set 1 | Set 2 | Set 3 | Set 4 | Set 5 | Total   | Relatório |
| ------ | ----- | ------- | ------ | -------------- | ----- | ----- | ----- | ----- | ----- | ------- | --------- |
| 29 set | 17:00 | Brasil  | 3–0    | Sérvia         | 25–22 | 25–21 | 25–22 |       |       | 75–65   | Relatório |
| 29 set | 21:15 | Polônia | 3–2    | Estados Unidos | 25–22 | 20–25 | 23–25 | 25–20 | 15–11 | 108–103 | Relatório |

### Terceiro lugar
| Data   | Hora  |        | Placar |                | Set 1 | Set 2 | Set 3 | Set 4 | Set 5 | Total  | Relatório |
| ------ | ----- | ------ | ------ | -------------- | ----- | ----- | ----- | ----- | ----- | ------ | --------- |
| 30 set | 17:00 | Sérvia | 1–3    | Estados Unidos | 25–23 | 17–25 | 30–32 | 19–25 |       | 91–105 | Relatório |

### Final
| Data   | Hora  |        | Placar |         | Set 1 | Set 2 | Set 3 | Set 4 | Set 5 | Total | Relatório |
| ------ | ----- | ------ | ------ | ------- | ----- | ----- | ----- | ----- | ----- | ----- | --------- |
| 30 set | 21:15 | Brasil | 0–3    | Polônia | 26–28 | 20–25 | 23–25 |       |       | 69–78 | Relatório |

## Classificação final
| Campeão | Vice-campeão | Terceiro lugar |
| Polônia Piotr Nowakowski · Dawid Konarski · Bartosz Kurek · Artur Szalpuk · Damian Schulz · Damian Wojtaszek · Fabian Drzyzga · Grzegorz Łomacz · Michał Kubiak · Aleksander Śliwka · Jakub Kochanowski · Paweł Zatorski · Bartosz Kwolek · Mateusz Bieniek | Brasil Bruno Rezende · Isac Santos · Éder Carbonera · Lucas Lóh · William Arjona · Wallace de Souza · Thales Hoss · Felipe Fonteles · Maurício Souza · Douglas Souza · Kadu Barreto · Lucas Saatkamp · Evandro Guerra · Maique Nascimento | Estados Unidos Matthew Anderson · Aaron Russell · Taylor Sander · Jeffrey Jendryk · Kawika Shoji · Daniel McDonnell · Micah Christenson · Maxwell Holt · Benjamin Patch · Jake Langlois · Taylor Averill · David Smith · Dustin Watten · Erik Shoji |

| 4  | Sérvia               |
| 5  | Itália               |
| 6  | Rússia               |
| 7  | França               |
| 8  | Países Baixos        |
| 9  | Canadá               |
| 10 | Bélgica              |
| 11 | Bulgária             |
| 12 | Eslovênia            |
| 13 | Irã                  |
| 14 | Austrália            |
| 15 | Argentina            |
| 16 | Finlândia            |
| 17 | Japão                |
| 18 | Cuba                 |
| 19 | Camarões             |
| 20 | Egito                |
| 21 | Porto Rico           |
| 22 | China                |
| 23 | Tunísia              |
| 24 | República Dominicana |

## Prêmios individuais
A seleção do campeonato foi composta pelas seguintes jogadores:
- MVP (Most Valuable Player):  Bartosz Kurek